# Coppa Italia Lega Nazionale Pallacanestro 2015
La Coppa Italia Lega Nazionale Pallacanestro 2015 (che ha preso nome di IG Basket Cup 2015 per ragioni di sponsorizzazione) è una competizione di pallacanestro maschile per squadre di Serie A2 (Gold e Silver), Serie B e Serie C.
Il palazzetto di Rimini Fiera ha ospitato, per il secondo anno consecutivo, le finali che hanno avuto luogo tra il 6 e l'8 marzo 2015 nel contesto di una manifestazione denominata Rhythm n'Basket (in virtù dell'unione fra pallacanestro ed eventi musicali).
La competizione è stata vinta dalla Scaligera Basket di Verona.

## Formula
- Serie A2: partecipano alla Final Six le prime quattro squadre classificate al termine del girone d'andata della stagione regolare di Gold e le due squadre con il maggior punteggio in classifica al termine del girone d'andata della stagione regolare di Silver.
- Serie B: si qualificano alla Final Four quattro squadre, ovvero le vincenti degli spareggi disputati fra le prime due classificate al termine del girone d'andata dei quattro gironi di Serie B. Gli abbinamenti per la fase finale saranno definiti attraverso sorteggio.
- Serie C: si qualificano alla Final Eight le cinque qualificate dagli spareggi tra le prime classificate dei dieci gironi nei quali è suddiviso il campionato di Serie C e le tre migliori perdenti della Fase Preliminare: calcolate in base al miglior quoziente punti (punti in classifica/gare giocate) o, in caso di ulteriore parità, con il migliore quoziente canestri (punti fatti/punti subiti) al termine dell'andata del proprio girone. Gli abbinamenti per la fase finale saranno definiti attraverso sorteggio.

## Risultati

### Serie A2

#### Final Six
|  | Quarti di finale | Quarti di finale           | Quarti di finale           |               |     | Semifinali    | Semifinali | Semifinali |  |  | Finale | Finale         | Finale |
|  |                  |                            |                            |               |     |               |            |            |  |  |        |                |        |
|  | 1                | Tezenis Verona             |                            |               |     |               |            |            |  |  |        |                |        |
|  |                  | bye                        |                            |               |     |               |            |            |  |  |        |                |        |
|  |                  | 1                          | Tezenis Verona             | 95            |     |               |            |            |  |  |        |                |        |
|  |                  |                            |                            | 95            |     |               |            |            |  |  |        |                |        |
|  |                  |                            | Manital Torino             | 78            |     |               |            |            |  |  |        |                |        |
|  | 4                | Manital Torino             | Manital Torino             | 78            | 74  |               |            |            |  |  |        |                |        |
|  | 4                | Manital Torino             |                            |               | 74  |               |            |            |  |  |        |                |        |
|  | 5                | ACMAR Ravenna              | 53                         |               |     |               |            |            |  |  |        |                |        |
|  |                  |                            |                            |               |     |               |            |            |  |  |        | Tezenis Verona | 91     |
|  |                  |                            |                            | FMC Ferentino | 86  |               |            |            |  |  |        |                |        |
|  | 3                | FMC Ferentino              | 68                         |               |     |               |            |            |  |  |        |                |        |
|  | 6                | De' Longhi Treviso         | 63                         |               |     |               |            |            |  |  |        |                |        |
|  | 6                | De' Longhi Treviso         | 63                         |               |     | FMC Ferentino | 80         |            |  |  |        |                |        |
|  |                  |                            |                            |               |     | FMC Ferentino | 80         |            |  |  |        |                |        |
|  |                  | 2                          | Centrale del Latte Brescia | 63            |     |               |            |            |  |  |        |                |        |
|  |                  | 2                          | Centrale del Latte Brescia | 63            | bye |               |            |            |  |  |        |                |        |
|  |                  |                            |                            |               |     |               |            |            |  |  |        |                |        |
|  | 2                | Centrale del Latte Brescia |                            |               |     |               |            |            |  |  |        |                |        |

#### Tabellini

##### Quarti di finale
| Rimini 6 marzo 2015, ore 18:00 Gara 1                                                         | Basket Ferentino | 68 – 63 (13-21, 34-40, 52-51) referto | Universo Treviso | Arena Parigi 1999 |
| Bucci 23 Punti 22 Powell Starks 4 Assist 6 Fantinelli Ghersetti , Thomas 8 Rimbalzi 11 Powell |                  |                                       |                  |                   |
|                                                                                               |                  |                                       |                  |                   |
| Bucci 23                                                                                      | Punti            | 22 Powell                             |                  |                   |
| Starks 4                                                                                      | Assist           | 6 Fantinelli                          |                  |                   |
| Ghersetti, Thomas 8                                                                           | Rimbalzi         | 11 Powell                             |                  |                   |

| Rimini 6 marzo 2015, ore 20:30 Gara 2                                                                        | PMS Torino | 74 – 53 (13-16, 29-29, 52-44) referto | Basket Ravenna | Arena Parigi 1999 |
| Lewis 20 Punti 13 Holloway Mancinelli , Miller 3 Assist 4 Rivali Mancinelli 8 Rimbalzi 5 Singletary , Rivali |            |                                       |                |                   |
| |            |                                       |                |                   |
| Lewis 20 | Punti      | 13 Holloway                           |                |                   |
| Mancinelli, Miller 3                                                                                         | Assist     | 4 Rivali                              |                |                   |
| Mancinelli 8                                                                                                 | Rimbalzi   | 5 Singletary, Rivali                  |                |                   |

##### Semifinali
| Rimini 7 marzo 2015, ore 18:15                                                                           | Leonessa Brescia | 63 – 80 (24-26, 44-40, 59-56) referto | Basket Ferentino | Arena Parigi 1999 |
| Brownlee 21 Punti 19 Starks Fernández 9 Assist 9 Starks 9 11 Cittadini 11 Rimbalzi 9 Biligha , Ghersetti |                  |                                       |                  |                   |
| |                  |                                       |                  |                   |
| Brownlee 21                                                                                              | Punti            | 19 Starks                             |                  |                   |
| Fernández 9                                                                                              | Assist           | 9 Starks 9                            |                  |                   |
| 11 Cittadini 11                                                                                          | Rimbalzi         | 9 Biligha, Ghersetti                  |                  |                   |

| Rimini 7 marzo 2015, ore 20:45                                                  | Scaligera Verona | 95 – 78 (24-25, 42-47, 72-63) referto | PMS Torino | Arena Parigi 1999 |
| Umeh 20 Punti 17 Fantoni Monroe 5 Assist 6 Rosselli Ndoja 9 Rimbalzi 10 Fantoni |                  |                                       |            |                   |
|                                                                                 |                  |                                       |            |                   |
| Umeh 20                                                                         | Punti            | 17 Fantoni                            |            |                   |
| Monroe 5                                                                        | Assist           | 6 Rosselli                            |            |                   |
| Ndoja 9                                                                         | Rimbalzi         | 10 Fantoni                            |            |                   |

##### Finale
| Rimini 8 marzo 2015, ore 18:30                                                       | Scaligera Verona | 91 – 86 (d.1t.s.) (20-22, 35-45, 58-58, 75-75) referto | Basket Ferentino | Arena Parigi 1999 |
| Umeh 36 Punti 23 Thomas De Nicolao 7 Assist 6 Starks Monroe 14 Rimbalzi 12 Ghersetti |                  |                                                        |                  |                   |
|                                                                                      |                  |                                                        |                  |                   |
| Umeh 36                                                                              | Punti            | 23 Thomas                                              |                  |                   |
| De Nicolao 7                                                                         | Assist           | 6 Starks                                               |                  |                   |
| Monroe 14                                                                            | Rimbalzi         | 12 Ghersetti                                           |                  |                   |

### Serie B

#### Turno preliminare
Partite di andata tra il 27 gennaio e il 29 gennaio, partite di ritorno tra il 4 febbraio e il 5 febbraio
| Squadra 1            | Totale  | Squadra 2                    | Andata | Ritorno |
| -------------------- | ------- | ---------------------------- | ------ | ------- |
| Nuova Aquila Palermo | 149–154 | Citysightseeing Palestrina   | 83-85  | 66-69   |
| CFG Livorno          | 113–136 | Contadi Castaldi Montichiari | 56-60  | 57-76   |
| Tramec Cento         | 144–134 | Gecom Mens Sana Siena        | 67-70  | 77-64   |
| Prometeo Rieti       | 147–165 | BCC Convergenze Agropoli     | 74-88  | 73-77   |

#### Final Four
|  | Semifinali                   | Semifinali                   | Semifinali                   |                              |                          | Finale                   | Finale | Finale |  |
|  |                              |                              |                              |                              |                          |                          |        |        |  |
|  | Tramec Cento                 | Tramec Cento                 | 83                           |                              |                          |                          |        |        |  |
|  | Tramec Cento                 | Tramec Cento                 | 83                           |                              |                          |                          |        |        |  |
|  | BCC Convergenze Agropoli     | BCC Convergenze Agropoli     | 86                           |                              |                          |                          |        |        |  |
|  | BCC Convergenze Agropoli     | BCC Convergenze Agropoli     | 86                           |                              | BCC Convergenze Agropoli | BCC Convergenze Agropoli | 83     |        |  |
|  |                              |                              |                              |                              | BCC Convergenze Agropoli | BCC Convergenze Agropoli | 83     |        |  |
|  |                              |                              | Contadi Castaldi Montichiari | Contadi Castaldi Montichiari | 94                       |                          |        |        |  |
|  | Citysightseeing Palestrina   | Citysightseeing Palestrina   | Contadi Castaldi Montichiari | Contadi Castaldi Montichiari | 94                       | 61                       |        |        |  |
|  | Citysightseeing Palestrina   | Citysightseeing Palestrina   |                              |                              |                          |                          |        |        |  |
|  | Contadi Castaldi Montichiari | Contadi Castaldi Montichiari | 73                           |                              |                          |                          |        |        |  |

### Serie C

#### Turno preliminare
Partite di andata tra il 20 gennaio e il 28 gennaio, partite di ritorno tra il 4 febbraio e il 5 febbraio.
Per decidere quale squadra abbia diritto a giocare la gara di ritorno in casa verrà utilizzato il miglior quoziente punti (punti in classifica/gare giocate); o, in caso di ulteriore parità, con il migliore quoziente canestri (punti fatti/punti subiti) rispetto alla propria avversaria.
| Squadra 1                   | Totale  | Squadra 2           | Andata | Ritorno |
| --------------------------- | ------- | ------------------- | ------ | ------- |
| La Sovrana Pulizie Siena    | 108–152 | We're Basket Ortona | 54-76  | 54-76   |
| Calligaris Corno di Rosazzo | 131–125 | Raggisolaris Faenza | 63-51  | 68-74   |
| 7Laghi Gazzada Schianno     | 132–119 | Olimpo Basket Alba  | 75-65  | 57-54   |
| Zannella Cefalù             | 130–151 | Allianz San Severo  | 63-65  | 67-86   |

#### Squadre qualificate
- We're Basket Ortona
- Calligaris Corno di Rosazzo
- 7Laghi Gazzada Schianno
- Allianz San Severo

- Basket Scauri
- Basket Sant'Orsola Sassari
- Olimpo Basket Alba
- Raggisolaris Faenza

#### Final Eight
|  | Quarti di finale | Quarti di finale            | Quarti di finale    |                    |                    | Semifinali | Semifinali | Semifinali |  |  | Finale | Finale        | Finale |
|  |                  |                             |                     |                    |                    |            |            |            |  |  |        |               |        |
|  |                  | Basket Scauri               | 85                  |                    |                    |            |            |            |  |  |        |               |        |
|  |                  | 7Laghi Gazzada Schianno     | 70                  |                    |                    |            |            |            |  |  |        |               |        |
|  |                  | 7Laghi Gazzada Schianno     | 70                  |                    | Basket Scauri      | 73         |            |            |  |  |        |               |        |
|  |                  |                             |                     |                    | Basket Scauri      | 73         |            |            |  |  |        |               |        |
|  |                  |                             | We're Basket Ortona | 62                 |                    |            |            |            |  |  |        |               |        |
|  |                  | Calligaris Corno di Rosazzo | We're Basket Ortona | 62                 | 60                 |            |            |            |  |  |        |               |        |
|  |                  | Calligaris Corno di Rosazzo |                     |                    | 60                 |            |            |            |  |  |        |               |        |
|  |                  | We're Basket Ortona         | 70                  |                    |                    |            |            |            |  |  |        |               |        |
|  |                  |                             |                     |                    |                    |            |            |            |  |  |        | Basket Scauri | 69     |
|  |                  |                             |                     | Allianz San Severo | 67                 |            |            |            |  |  |        |               |        |
|  |                  | Olimpo Basket Alba          | 58                  |                    |                    |            |            |            |  |  |        |               |        |
|  |                  | Allianz San Severo          | 78                  |                    |                    |            |            |            |  |  |        |               |        |
|  |                  | Allianz San Severo          | 78                  |                    | Allianz San Severo | 71         |            |            |  |  |        |               |        |
|  |                  |                             |                     |                    | Allianz San Severo | 71         |            |            |  |  |        |               |        |
|  |                  |                             | Raggisolaris Faenza | 67                 |                    |            |            |            |  |  |        |               |        |
|  |                  | Basket Sant'Orsola Sassari  | Raggisolaris Faenza | 67                 | 57                 |            |            |            |  |  |        |               |        |
|  |                  | Basket Sant'Orsola Sassari  |                     |                    | 57                 |            |            |            |  |  |        |               |        |
|  |                  | Raggisolaris Faenza         | 65                  |                    |                    |            |            |            |  |  |        |               |        |

## Verdetti
- Vincitrice della Coppa Italia di Serie A2: Scaligera Basket Verona
- Vincitrice della Coppa Italia di Serie B: Team Basket Montichiari
- Vincitrice della Coppa Italia di Serie C: Basket Scauri